# Iosif Ross

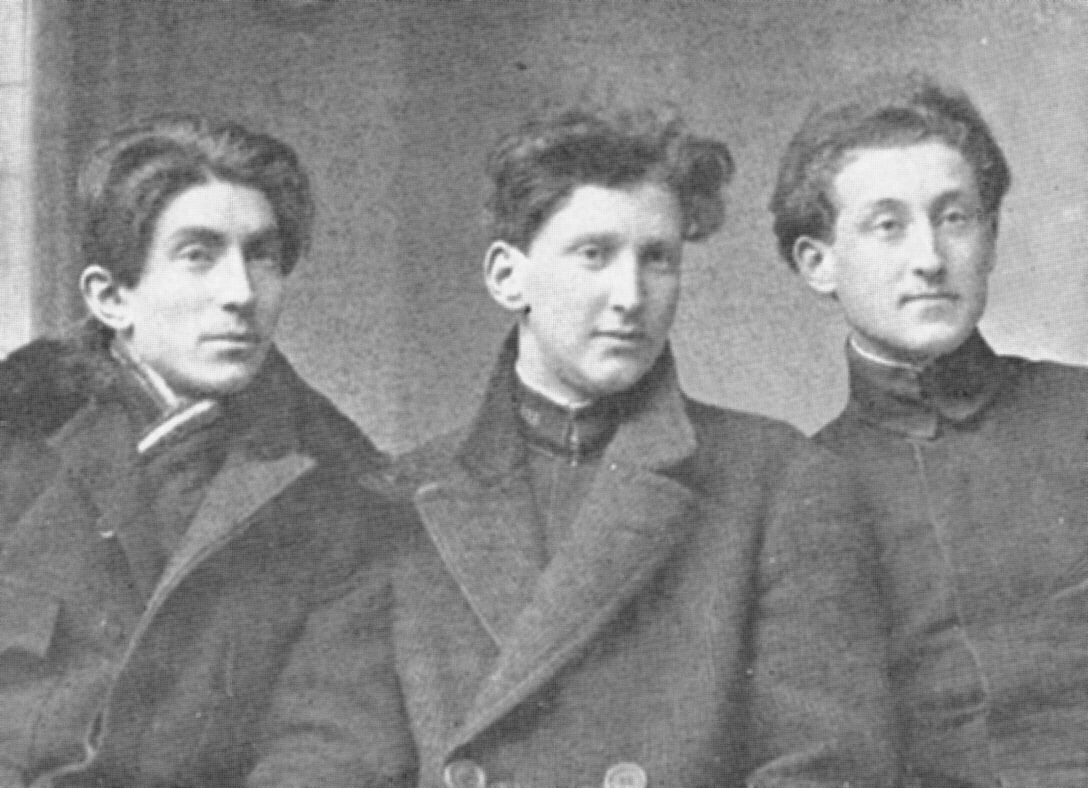
Benjamin Fundoianu (Fondane), Iosif Ross și Filip Brunea-Fox, 1915, în uniforma de elevi ai Liceului Național din Iași

Iosif Ross (n. 1 ianuarie 1899, Iași – d. 19 septembrie 1976, București) a fost un grafician și caricaturist român de origine evreiască.

## Studiile
A urmat clasele primare la Școala primară de băieți nr. 5 Vasile Alecsandri din Iași, și cursul secundar (între 1914-1918) la Liceul Național. Încă din timpul când era elev a fost remarcat pentru caricaturile sale. Iosif Ross s-a înscris la Facultatea de Medicină din Iași, pe care nu a terminat-o.
Iosif Ross a început să publice desene la Iași în 1917. În 1918 s-a stabilit la București, unde a urmat cursurile Facultății de Arhitectură între 1922 - 1926.

## Activitatea profesională
A colaborat la publicațiile Rampa, Făclia, Chemarea, Adevărul, Dimineața, Cuvântul liber.
S-a afirmat ca un caricaturist militant, mai ales pe teme politice și sociale. I s-au organizat numeroase expoziții și a călătorit mult după cel de-al Doilea Război Mondial.

## Viața particulară
Iosif Ross făcea parte din grupul de intelectuali evrei format din scriitorul Benjamin Fundoianu, gazetarul Filip Brunea-Fox, pictorul M. H. Maxy, Rodica Wechsler, sora lui Fundoianu, sociologul și criticul de film Siegfried Kracauer, etc.
Fiica lui Iosif Ross, Lulu, era balerină la Operă și una dintre cele mai apreciate profesoare de la Liceul de Coregrafie, soția talentatului compozitor Ștefan Mangoianu.

## Distincții
- Premiul de Stat (1954)[3]
- Ordinul Muncii clasa a III-a (21 august 1954) „pentru merite deosebite pe tărîmul construcției de stat, economice, sociale și culturale, cu ocazia celei de a zecea aniversări a eliberării patriei noastre”[5]
- titlul de Maestru Emerit al Artei din Republica Populară Romînă (13 ianuarie 1964) „pentru merite deosebite în activitatea desfășurată in domeniul teatrului, muzicii și artelor plastice”[6]
- Ordinul „Meritul Cultural” clasa a III-a (1968) „pentru activitate deosebită în domeniul artelor plastice”[7]